# Procnias nudicollis
El pájaro campana (en Argentina y Paraguay) o campanero meridional (Procnias nudicollis), también denominado campanero de garganta desnuda, guyra campana o guyrapu (en guaraní),  es una especie de ave paseriforme de la familia Cotingidae perteneciente al género Procnias. Es nativo del centro este de América del Sur, En la Mata Atlántica. Está amenazada por la pérdida de hábitat y por la caza intensiva para el mercado de mascotas. El pájaro campana es el ave nacional del Paraguay desde el año 2004.

## Distribución y hábitat
Se distribuye por una amplia área del este de Brasil (desde Alagoas al sur hasta Río Grande del Sur y hacia el interior hasta el sur de Mato Grosso do Sul), noreste de Argentina (Misiones, con un registro en Corrientes) y este de Paraguay (al oeste hasta Concepción). La especie se considera extinta de los fragmentos de selva remanescientes del noreste de Brasil al norte del río San Francisco, donde anteriormente era conocida en el área de Murici. Es localmente relativamente común en Brasil y Paraguay (especialmente en Canindeyú, San Pedro, y Amambay), pero raro en Argentina. Se cree que la especie sea migratoria en el sureste de Brasil, aunque los hábitos migratorios son pobremente conocidos y probablemente complejos. De forma similar, solo hay registros en agosto y septiembre en Misiones, Argentina, sugiriendo que sea solamente transitoria en este país. Se cree que sea residente solamente en el noreste de Paraguay, donde es localmente común en algunos pocos lugares aislados.
Habita en el dosel y en los bordes de selvas subtropicales y tropicales húmedas bajas de la mata Atlántica, inclusive de restinga; migrantes pueden aparecer hasta en parques urbanos. Hasta los 1800 m de altitud; realiza migraciones altitudinales, reproduciendo a mayor altitud e invernando más bajo.

## Descripción
Tiene patas grises con plantillas amarillentas, ojos laterales con el iris casi negro. Entre macho y hembra existe una marcada diferencia morfológica, difiriendo mucho en tamaño y color. Esta divergencia se da al cumplir un año de vida y alcanzar la madurez sexual.
El macho mide 28 cm de longitud y pesa 200 g, es blanquecino con áreas sin plumas en la cara y la garganta, la piel es de color celeste verdosa. La hembra mide 26 cm y pesa 150 g, tiene la cabeza cenicienta, el dorso verde oliva y el vientre amarillento. A los tres años de edad, tiene el plumaje de adulto. Se reproduce en primavera y verano.
El nombre común proviene de su canto peculiar, semejante al eco de un golpe metálico.

## Estado de conservación
El pájaro campana había sido calificada como vulnerable por la Unión Internacional para la Conservación de la Naturaleza (IUCN), debido a que su población se consideraba estar en rápida decadencia debido a la combinación de pérdida de hábitat por el aumento de las tasas de deforestación y la captura para el comercio ilegal de aves de jaula. Sin embargo en el año 2020 se le re-calificó como casi amenazado con su población total estimada entre 80 000 y 130 000 individuos maduros, considerada en decadencia moderadamente rápida, por los mismos motivos.

### Amenazas
La captura puede ser particularmente grave en Brasil, en el sur de Bahía, São Paulo y Santa Catarina, siendo difícil, de esta forma, estimar la población en estas áreas. Numerosos individuos fueron vistos en jaulas entre Serra das Lontras y la Reserva biológica de Una, en el sur de Bahía. En el noreste de Paraguay, la deforestación fue del 20% entre 1997 y 2001, y parece continuar a un ritmo similar. La población paraguaya se encuentra sobre presión creciente para la captura (históricamente una amenaza apenas localizada), y tanto machos como hembras están disponibles en Asunción a cada año. Las amenazas actuales a su hábitat son la urbanización, industrialización, expansión de la agricultura, la colonización y la construcción de rutas asociada.

### Acciones de conservación
Ha sido registrado en el parque nacional de Iguazú y en la Reserva de la Biosfera Yaboty, pero las aves deben ocurrir allí durante la migración. Ningún parque en Argentina protege una población estable. En Paraguay, hay algunas pocas áreas protegidas con poblaciones de la especie, como la Reserva Mbaracayú. En Brasil, ocurre en el parque estatal Intervales durante parte del año, y en diversas otras unidades de conservación como los parques estatales de Cantareira y Serra do Mar en el estado de São Paulo, los parques nacionales de Itatiaia y Tijuca en el estado de Río de Janeiro, en la Floresta nacional de São Francisco de Paula en el estado de Río Grande do Sul, entre muchas otras.

## Comportamiento

### Reproducción
Se reproducen en verano y primavera cuando la hembra es atraída por el dulce canto de un macho adulto para el apareamiento. Luego de aparearse construyen un nido de aproximadamente 16 cm de diámetro en las ramas abiertas de un árbol a una altura que varía de cinco a siete m de altura para depositar el o los huevos (generalmente no superan los uno o dos huevos) que son ovalados y de color marrón rojizo. El periodo de incubación de los huevos es de 23 días. Cuando estos nacen solo la hembra se encargara de cuidarlos, alimentarlos y limpiar el nido.

### Alimentación
Esta especie se alimenta de frutos e invertebrados. Tiene especial predilección por los frutos de las lauráceas. Además de la dieta frugívora (drupas y bayas), posiblemente lo principal de su dieta diaria consista en larvas de insectos, insectos adultos y moluscos (caracoles pequeños y babosas arborícolas), pero predomina la dieta frugívora en forma absoluta.
Suele escoger a sus presas una por vez, cazándolas en vuelo para luego posarse y devorarlas. Como adaptación para el vuelo liviano, regurgita las semillas mayores.
En general prefiere comer frutos ricos en aceites y proteínas. Ha sido observado comiendo el fruto del palmito jussara.

### Vocalización
Los llamados del macho, que pueden ser oídos de lejos, delatan su presencia, así mismo puede ser difícil de localizar, ya que tiende a permanecer en el follaje denso, además, su voz tiene una calidad ventrílocua. Emite dos vocalizaciones principales, un grito muy fuerte «téng!», como un martillazo en una bigornia, dado con el pico todo abierto, y una serie de seis a ocho notas metálicas más suaves «clénk» dadas con el pico cerrado, aunque la garganta está visiblemente pulsando.

## Ave nacional del Paraguay
En el año 2004, el pájaro campana fue designada "Ave Nacional" de la República del Paraguay, donde es conocido también por su nombre en guaraní, "guyra campana". Reside en los bosques de la Región Oriental, más precisamente en los departamentos de Amambay, Canindeyú y Alto Paraná, pese a que cazadores furtivos hacen peligrar su supervivencia.

## Leyenda
La leyenda del pájaro cuenta que en época de la colonización española en América del Sur, asesinaron a un monje y quemaron el monasterio. El campanario se derrumbó pero la campana continuó tañendo misteriosamente. La campana entonces fue convertida en el pájaro campana.

## En la música
Pájaro Campana o Guyra Pu, Guyra campana (en guaraní) es el nombre de una polca paraguaya tradicional en arpa, mundialmente conocida, compuesta originalmente por el músico caazapeño Carlos Talavera, quien fue reconocido por Autores Paraguayos Asociados como compositor de dicho tema en el Festival del Ykua Bolaños del año 2011. El gran músico guaireño Félix Pérez Cardozo, estando en Argentina, tuvo que registrarla a su nombre bajo autorización de Talavera, ya que no se le permitía la radiodifusión de canciones no registradas.
Glockenvogel (pájaro campana en alemán) es el título de un preludio para piano escrito en 2008 por el compositor argentino Juan María Solare.
La banda de rock británico The Rolling Stones interpretó una versión del "Pájaro campana" en su album Their Satanic Majesties Request de 1967, en el puente de la canción "On with the Show". La versión está interpretada en base al piano clásico de Nicky Hopkins y el mellotron de Brian Jones, con bajo de Bill Wyman
.

## Sistemática

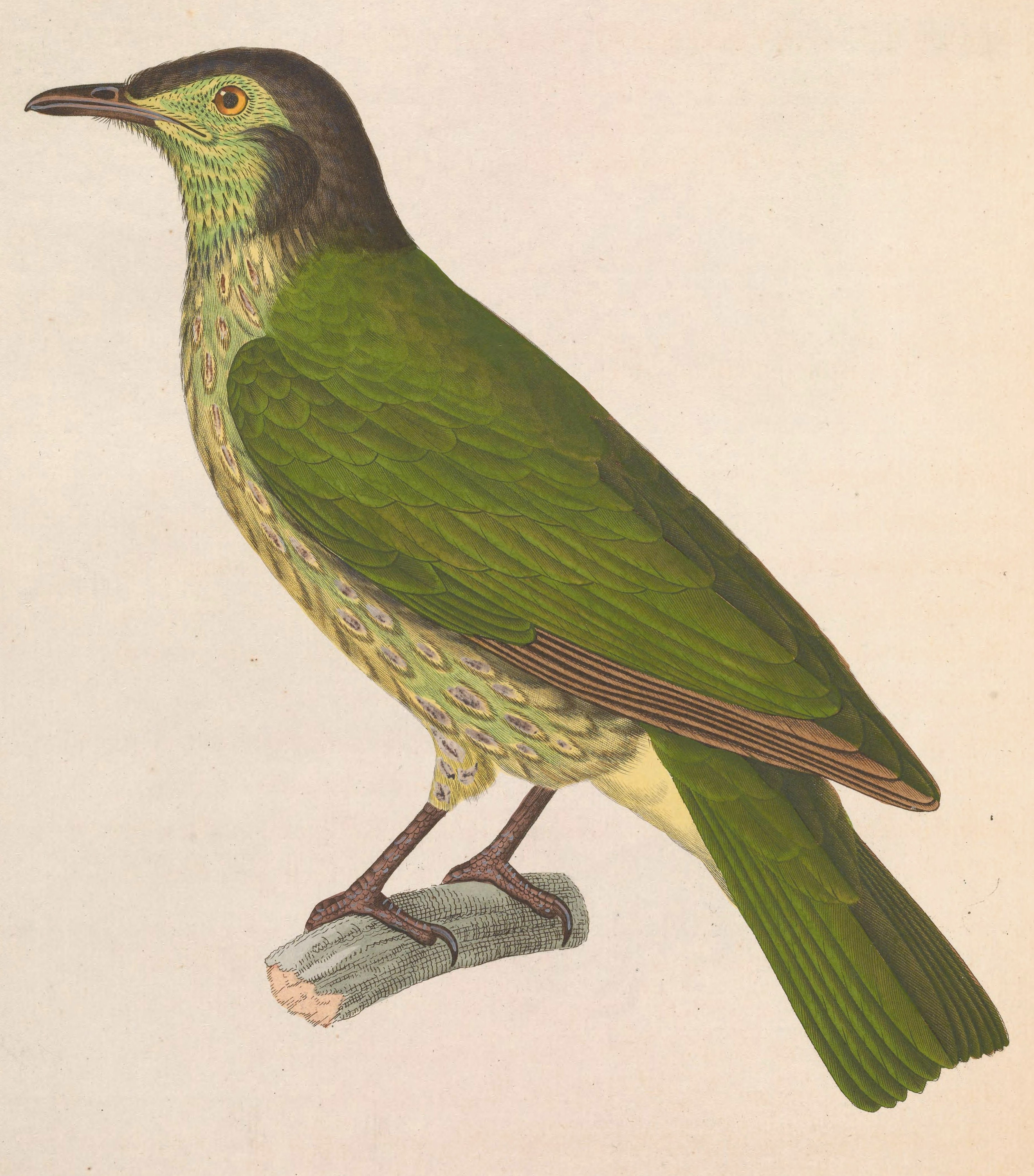
Casmarhynchos nudicollis sinónimo de Procnias nudicollis, ilustración de hembra, por Huet le Jeune y Prêtre, para Temminck, Nouveau recueil de planches coloriées d'oiseaux, 1838.

### Descripción original
La especie P. nudicollis fue descrita por primera vez por el naturalista francés Louis Pierre Vieillot en 1817 bajo el nombre científico Ampelis nudicollis; la localidad tipo es «Brasil, restringido posteriormente para Nova Friburgo, Río de Janeiro, Brasil».

### Etimología
El nombre genérico masculino «Procnias» deriva del griego «Prokne o Procne»: personaje de la mitología griega que se metamorfoséa en una golondrina; y el nombre de la especie «nudicollis», se compone de las palabras del latín «nudus» que significa ‘desnudo’, y «collis» que significa ‘de garganta’.

### Taxonomía
Datos de ADN de Berv & Prum (2014) sugieren que está más cercanamente aparentada con el campanero barbudo (Procnias averano), con quien comparte varias características morfológicas en el macho (partes peladas en el muslo, modificaciones de las primarias externas). Es monotípica.